# 16424 Davaine
A 16424 Davaine (ideiglenes jelöléssel (16424) 1988 CD2) a Naprendszer kisbolygóövében található aszteroida. Eric Walter Elst fedezte fel 1988. február 11-én.